# Catoxyethira crenulata
Catoxyethira crenulata är en nattsländeart som beskrevs av Wells och Andersen 1995. Catoxyethira crenulata ingår i släktet Catoxyethira och familjen smånattsländor. Inga underarter finns listade i Catalogue of Life.